# Vanessa Petruo
Vanessa Annelise Petruo (* 23. října 1979 Berlín) je německá zpěvačka a herečka, příležitostně také dabérka.

## Život
Narodila se v roce 1979. Její otec je producenta a dabér Thomase Petruo, matka Mercedes je španělsko-peruánského původu. Je vnučkou rozhlasového moderátora a dabéra Heinze Petruo. Má mladší sestru Priscillu a bratra Jona-Alexandera. V letech 1986 až 1988 chodila do katolické školy Sankt Paulus a poté navštěvovala katolické gymnázium v Berlíně. Je vdaná za německého herce Yannise Barabana, nějakou dobu prý chodila i s německým hercem Gedeonem Burkhardem.
V září 2000 se přihlásila do soutěže Popstar německé RTL Television, kde se dostala do pětice, kterou vybíraly diváci. Poté se svou skupinou No Angels vydala svůj singl Something About Us. Mezi jejich největší úspěchy patří umístění v soutěži Echo. V roce 2004 ze skupiny odešla a vydala se na sólovou dráhu. V dubnu 2004 vydala pod uměleckým jménem "Vany" singl Drama Queen, který se umistil v německé internetové hitparádě v Top 20. V témže roce se začala věnovat dabingu a jejím prvním dabérský úspěch byl animovaný film Back to Gaya (Návrat do země Gaya). Také se objevila před kamerou, v německém akčním seriálu Wilde Engel (Divocí andělé), který se podobá americkému filmu Charlieho andílci, tento seriál se vysílal na stanici RTL. Na konci roku 2004 se podílela na projektu firmy Plattenfirma Cheyenne Records - Pop That Melody. V listopadu 2005 vydala další singl Hot Blooded Woman a 24. listopadu vydala sólovou desku Mama Lilla Would, toto album mělo velký úspěch. Na CD kromě písniček, které sama napsala je také skladba Miss Celie's Blues. Po vydání alba koncertní turné po celém Německu. V roce 2005 se objevila v německém akčním seriálu Wilde Engel (Divocí andělé), který byl vysílán na stanici RTL. Po tomto seriálu se objevila ve filmu Wo ist Fred? Její sólové album mělo velký ohlas a dostalo se až za hranice Německa.